# Sterling, Kansas
Sterling là một thành phố thuộc quận Rice, tiểu bang Kansas, Hoa Kỳ. Năm 2010, dân số của xã này là 2328 người.

## Dân số
Dân số các năm:
- Năm 2000: 2642 người
- Năm 2010: 2328 người